# Leucospis dorsigera
Espèce
Leucospis dorsigera est une espèce d'insectes hyménoptères de la famille des Leucospidae.

## Description
Le corps mesure environ 10 à 12 mm. Le sexage est facilement réalisable sur le terrain car la femelle possède un ovipositeur très long et recourbé au-dessus de l'abdomen. C'est entre autres la taille de l'ovipositeur qui permet de distinguer cette espèce, avec en outre la relative petite taille des dents sur la face inférieure du fémur postérieur (une forte à la base puis d'autres plus petites). Le corps est robuste et présente une autre caractéristique au niveau du pronotum qui possède deux carènes, l'une vers le bord postérieur dans la bande longitudinale jaune et l'autre plus en avant dans la partie noire adjacente.

## Phénologie
L'espèce est visible d'avril à septembre, mais principalement de juin à août avec un pic d'activité au mois de juillet.

## Répartition
La carte du GBIF donne une aire de distribution principalement située en Europe sauf au Nord, la donnée la plus à l'est concerne l'Ouzbékistan.

## Écologie
Les adultes sont butineurs, ils visitent les inflorescences des genres Heracleum, Angelica et Scorzoneroides. Les larves de cette espèce vivent en ectoparasitoïdes de larves d'abeilles Megachilidae et parfois Apidae, de plus elles peuvent également se développer en tant qu'hyperparasitoïdes de larves de coléoptères Cerambycidae via les larves parasitoïdes d'hyménoptères Ichneumonidae du genre Xorides.

## Systématique
Le nom valide complet (avec auteur) de ce taxon est Leucospis dorsigera Fabricius, 1775.
Leucospis dorsigera a pour synonymes :
- Coelogaster passaviensis Schrank, 1782
- Leucospis algirica Walker, 1862
- Leucospis assimilis Westwood, 1834
- Leucospis coelogaster Hochenwarth, 1785
- Leucospis dispar Fabricius, 1804
- Leucospis dorsalis Fabricius
- Leucospis dubia Schrank, 1802
- Leucospis fuesslini Hagenbach, 1822
- Leucospis intermedia Spinola, 1808
- Leucospis lepida Chevrier, 1872
- Leucospis ligustica Nees, 1834
- Leucospis passaviensis Schrank, 1782
- Leucospis scutellata Spinola, 1838
- Leucospis sicelis Westwood, 1834
- Leucospis spinolae Westwood, 1834
- Leucospis turcestanica Radoszkowski
- Leucospis turkestanica Radoszkowski, 1886
- Leucospis vicina Fonscolombe, 1840